# Musisches Bildungszentrum St. Goar
Das Musische Bildungszentrum St. Goar (kurz: MBZ) war eine Ausbildungs- und Begegnungsstätte für die künstlerische Arbeit im christlichen Raum auf dem Boden der Evangelischen Allianz. Träger war die Stiftung Musisches Bildungszentrum, 1981 mit Klaus Heizmann als Ersten Vorsitzenden gegründet.

## Geschichte
Konzeptionell entwickelte sich die Idee und die Notwendigkeit eines Bildungsraumes zur Förderung junger Talente und der künstlerischen Arbeit im christlichen Rahmen aus der Tradition solcher Schulungsangebote über christliche Freizeitheime und -einrichtungen. Von der Vision her sollte das Musische Bildungszentrum diese Angebote in einem professionellen Rahmen zu bündeln und so eine Begegnungsstätte der gesamten künstlerischen Betätigung in christlichen Kirchen und Gemeinden Deutschlands zu schaffen. Allem voran standen dabei die Einrichtung von übungstauglichen Räumlichkeiten wie schalldichte Proberäume, eine Bühne mit Beleuchtung sowie die Verfügbarkeit von Instrumenten im Vordergrund. Neben dem musikalischen Schwerpunkt zählten programmatisch auch die Darstellenden Künste, Malerei, Pantomime aber auch moderne Medien wie das Video sowie die Einrichtung eines Archivs für geistliche Musik aller Stilepochen vom Mittelalter bis zur Christlichen Popmusik dazu.
1981 wurde die Stiftung Musisches Bildungszentrum mit Klaus Heizmann als Ersten Vorsitzenden gegründet, die als finanzieller Träger den Bau der Bildungseinrichtung unter anderem mit drei Benefiz-LPs bewarb. Pläne für einen eigenen Bau auf einem ausgewählten Grundstück in Sankt Goar wurden allerdings nie realisiert.
Das MBZ beherbergte neben professionellen Musikern und Sängern, die sich hier für Schallplattenproduktionen trafen und gemeinsam den Studiochor des Musischen Bildungszentrums St. Goar formierten, zahlreiche Gäste aus dem deutschsprachigen Europa und brachte durch gemeindepraxisorientierte Fortbildungsmöglichkeiten z. B. die Jugendchorbewegung in ganz Deutschland voran. Nicht zuletzt fanden die Kindersingefreizeiten mit Hella Heizmann ein überaus großes Interesse, sodass zeitweise jährlich vier Freizeitangebote stattfanden. Mit einem Mitarbeiterstab von rund 40 Referenten bot die Weiterbildungsstätte im Einzelnen Fortbildungskurse für Musik, Malerei, Gestaltung und darstellende Kunst sowie Kindersingfreizeiten, Dirigentenlehrgänge, Instrumentalseminare, Kurse in Pantomime und Harmonielehre, an denen jährlich über 1500 Interessenten, darunter Chorleiter, Sänger und Musiker, teilnahmen. Das MBZ koordinierte und unterhielt des Weiteren Beziehungen zu internationalen Musikern, Dozenten und Produzenten, organisierte Konzerttournees und Musikproduktionen christlicher Künstler und entdeckte und förderte Talente wie Cae & Eddie Gauntt, Gloria Gabriel und Beate Ling.
Als dem Musischen Bildungszentrum Ende der achtziger Jahre aufgrund wirtschaftlicher Probleme ihres Hauptsponsors Wersi, dessen Zuwendungen wegbrachen und in der benötigten Dringlichkeit kein Ersatzsponsor gefunden werden konnte, war es der finanziell aufwendigen Einrichtung nicht mehr möglich sich selbst zu unterhalten, sodass es einen Großteil der Arbeit 1989 schloss. In weitaus reduzierter Form setzte Klaus Heizmann einige Funktionen des MBZ zwar mit dem Haus der Musik fort, 1994 jedoch folgte mit dem Umzug nach Wiesbaden vollends die Aufgabe des Standortes St. Goar.

## Diskografie
In den Anfangsjahren seiner Arbeit veröffentlichte das MBZ mehrere Benefiz-Schallplatten unter Mitwirkung diverser christlicher Künstler und Gruppen als Aufbauhilfe für das Projekt.
| Nr.             | Titel                            | Mitwirkende | Jahr     |
| --------------- | -------------------------------- | --- | -------- |
| 5002            | Kreise ziehen                    | Theophiles; Hella Heizmann; Tom Keene-Band; Arno & Andreas; Jan Vering; Jugend-für-Christus-Chor; Die Brückenbauer; Jürgen Werth; Dieter Falk; Manfred Siebald; Siegfried Fietz; Johannes Hansen | 1981 (?) |
| LP 5003 MC 6003 | Gebt ihm eure schönsten Melodien | Hella Heizmann; Gabriele Uhl; Werner Stubenrauch; Studiochor des Musischen Bildungszentrums St. Goar                                                                                             | 1982     |

### Chor-Konzepte
Weitere Veröffentlichungen aus der Arbeit des Hauses, vor allem Chor- und Konzeptprojekte von Klaus Heizmann, erschienen meist unter etablierten christlichen Musiklabels.
| Jahr | Titel                                    | Mitwirkende / Gäste | Label          |
| ---- | ---------------------------------------- | --- | -------------- |
| 1982 | Gebt ihm eure schönsten Melodien         | Hella Heizmann; Werner Stubenrauch; Gabriele Uhl; Studiochor des Musischen Bildungszentrums St. Goar                                       | MBZ / Hänssler |
| 1986 | Lichtblicke                              | Cae Gauntt; Eddie Gauntt; Hella Heizmann; Studiochor des Musischen Bildungszentrums St. Goar                                               | Hintermann     |
| 1987 | Überreich beschenkt                      | Hella Heizmann; Beate Ling; Don & Susie Newby; Resonanz                                                                                    | Hintermann     |
| 1987 | Farbe kommt in dein Leben                | Cae Gauntt; Eddie Gauntt; Hella Heizmann; Beate Ling; Christian Löer; Studiochor des Musischen Bildungszentrums St. Goar                   | Hänssler       |
| 1988 | Erleichtert                              | Hella Heizmann; Beate Ling; Christian Löer; Ruthild Wilson; Resonanz; Studiochor des Musischen Bildungszentrums St. Goar                   | Hintermann     |
| 1989 | Israel Schalom: Oratorium                | Hella Heizmann; Beate Ling; Eddie Gauntt; Don Newby; Helmut Jost; Studiochor des Musischen Bildungszentrums St. Goar                       | Hänssler       |
| 1989 | Ich werfe mein Lied hinauf an den Himmel | Gloria Gabriel; Helmut Jost; Beate Ling; Ruthild Wilson; Hella, Melanie Viola Heizmann; Studiochor des Musischen Bildungszentrums St. Goar | Hintermann     |

### Demo-Veröffentlichungen
| Jahr | Titel                                          | Künstler                                           | Mitwirkende Gäste  | Label          |
| ---- | ---------------------------------------------- | -------------------------------------------------- | ------------------ | -------------- |
| 1986 | Singt das Lied der Lieder 3 Demo-MCs zu Band 1 | Studiochor des Musischen Bildungszentrums St. Goar |                    | Hänssler Music |
| 1987 | Singt das Lied der Lieder 2 Demo-MCs zu Band 2 | Studiochor des Musischen Bildungszentrums St. Goar | Cae & Eddie Gauntt | Hänssler Music |